# 戦国姫譚MURAMASA-雅-
『戦国姫譚MURAMASA-雅-』（せんごくきたんムラマサ みやび）は、シリコンスタジオより配信されていたスマートフォン用ゲームアプリ。

## 概要
美少女化された戦国武将たちを操り、ストーリーを読み進めながら「合戦」と言われるバトルで勝利を目指す。mobageで展開されているソーシャルゲーム『戦国武将姫MURAMASA』の外伝・スピンアウト的作品であり、世界観やキャラクター設定などを多く踏襲している。「戦国武将姫」がカードバトルゲームであるのに対して、本作はボードゲーム的なものとなっており、ジャンルも「合戦バトルRPG」としている。
2016年11月30日をもってサービスを終了した。

## 沿革
- 2015年10月9日 - WEB上にて制作発表、事前登録開始。ゲームギフト内にてクローズβテスト開始。
- 2015年10月19日 - クローズβテスト終了。
- 2015年10月27日 - Android版サービス開始。
- 2015年10月30日 - iOS版サービス開始。
- 2016年9月30日 - サービス終了告知。
- 2016年11月30日 - サービス終了

## システム

### 物語
シナリオを読み進めたのち、バトルを行う。無事に勝利すると報酬を得られる。「物語」を実行するには元気を1ポイント消費する。元気は最大5ポイントで、30分に1ポイント回復する。
戦国伝
本作のメインシナリオ。1章全10話。章は完全に独立したオムニバス形式となっており、全10話で完結する。
武将姫伝
新しい武将を入手すると解放されるキャラクター別のシナリオ。レアリティ☆2以上の全武将に用意されている。1武将につき全3話。

### 武将
本作におけるプレイヤーが所持できるユニット。戦国武将などをモデルとした美少女キャラクターになっている。
属性
火・風・土・雷・水の5つの属性があり、各部将に1つ設定されている。火が風に強いといったように相関関係がある。
レベル
他の武将を消費する「強化」によって上昇させることができる。レベルが上がると各種パラメーターが上昇する。レアリティによって最大値が違い、☆3以上の武将は「進化」によってさらに最大値を上げることも可能。
兵力
各部将ごとに設定されている数値で、部隊内で合算される。プレイヤーに設定された最大値を超えた兵力の部隊は編制できない。
技能
各部将に1つあるいは複数設定された特殊能力。合戦で特別な効力を発揮する。

### 合戦
物語を1話読み終えると発生するエネミーとのバトルパート。本作のメインシステム。プレイヤーは最大で「前線」4武将と「参謀」6武将の最大10武将の「部隊」を編成し、他プレイヤーからの「援軍」を指定して合戦に臨む。バトルは碁盤の目状のフィールド上で行われるストラテジーバトルで、「前線」に設定した武将と「援軍」の計5体が駒のように盤面に設置される。バトルはターン制で行われ、プレイヤーは武将を1体動かしてエネミーに隣接させ、各部将ごとに設定された攻撃方向に攻撃する。各キャラクターに設定された「体力」が0になると戦闘不能となり、エネミーを全て戦闘不能にすれば勝利、味方の部隊全員が戦闘不能になったら敗北となる。勝利すると、ゲーム内通貨である両や、武将・アイテムを獲得できる。
大将スキル
合戦開始時に自動で発動する、各武将固有の特殊能力。
計略
合戦中にエネミーを攻撃することによってポイントを溜め、最大値になると発動できる特殊な行動。部隊に編成した武将の組み合わせによって1つ設定できる。なおポイントの溜まりやすさは部隊の「知力」パラメータに依存する。
姫乱舞
1ターンで攻撃回数を重ね、10回連続攻撃を達成すると発動する強力な盤上全体攻撃。

### ミニゲーム
探索
特殊なアイテム「地図」を消費することで行える。お絵かきロジック風のミニゲームで、既定の回数だけマス目を選び、アイテムなどを入手することができる。
決闘場
合戦で設定している部隊を使って、他のプレイヤーの部隊と戦わせるミニゲーム。バトルは基本的に自動で行われる。決闘を行うには闘気を1ポイント消費する。闘気は最大5ポイントで、30分に1ポイント回復する。

### ギルド
2016年5月27日のアップデートで新規追加。構成員を集い、チームである武士団を結成することができる。結成は段位（レベル）10以上のプレイヤーのみ可能。団長・副団長という役職が用意されている。両を投資する事で武士団のレベルが上昇する。また両を消費する事で「お城ちゃん」を購入する事が可能で、購入したお城ちゃんを一つ設定する事で、武士団のメンバーに様々な恩恵が与えられる。

### アイテム消費・課金要素
盟約
「黄金桃」「白銀桃」を消費することでそれぞれ「金の盟約」「銀の盟約」を行い、新しい武将を入手することができる。前者は☆3～☆5のレアリティの武将が、後者は☆1～☆4のレアリティの部将が入手できる。なお「黄金桃」は課金アイテムでもある。
招奇屋（まねきや）
作中で使用可能なアイテムの入手や、武将の所持数や戦友枠拡張、また課金アイテムである「黄金桃」の購入ができる。また黄金桃を消費して元気や闘気を回復することもできる。

## ストーリー
とある城下町にある竹細工屋「楓庵（ふうあん）」を訪ねたとある武将。「楓庵」の主・かえでと茶太郎は戦国の世のさまざまな逸話を集めている少女だった。プレイヤーは武将をかえでの語る戦国の様々な物語を聴きながら、間に挟まれるバトルを追体験する。

## 登場キャラクター

### ナビキャラクター
かえで
声 - 東山奈央
本作の案内役。竹細工屋「楓庵」の主を務めているしっかり者の少女。好奇心旺盛な性格で、武将たちからありとあらゆる話を聞いてそれを他人に聞かせている。だが実際は城下町から出たことはないらしい。武器は竹刀。
茶太郎（ちゃたろう）
声 - 井口裕香
本作の案内役。かえでの相方で、子供っぽい性格から妹分のようにも見えるが、外見年齢はかえでより上。馬のような耳と尻尾を持つ、褐色肌の少女。
招奇屋（まねきや）
声 - 春野ななみ
アイテムショップ「招奇屋」の店主。眼鏡をかけた妖艶な女性。前作「戦国武将姫」から引き続きの登場となる。

### 武将
実際にプレイヤーが入手・操作できるユニット。以下、「キャラクター名 - 声優」と表記する。なお別バージョンのユニットが別に登場することもあるが、ここでは同名のキャラクターであれば初出のもののみを取り上げる。

#### ☆5
- 真田幸村 - 大久保瑠美
- 武田信玄
  - ふぅ - 石原夏織
  - りん - 山本希望
  - か - 上坂すみれ
  - ざん - 内田彩
- 宮本武蔵 - 南條愛乃
- 黒田官兵衛 - 伊藤静
- 北条早雲 - 佐倉綾音
- 織田信長 - 内田真礼
- 前田慶次 - 加藤英美里
  - 松風 - 小松未可子
- 足利義輝 - M・A・O
- 上杉謙信 - 津田美波
- 豊臣秀吉 - 佐藤聡美
- 松永久秀 - 佐藤利奈
- ザビエル - 水瀬いのり
- 黒田長政 - 伊藤かな恵
- 佐々木小次郎 - 吉岡麻耶
- 加藤清正 - 石上静香
  - 帝釈栗毛 - 高野麻里佳
- 徳川家康 - 日笠陽子
- 細川忠興 - 植田佳奈
- 龍造寺隆信 - 西明日香
- 大内義隆 - 朝日奈丸佳
- 島津忠良 - 日笠陽子
- 北条氏康 - 桃河りか
- 片倉小十郎 - 齋藤小浪
- 本多忠勝 - 永田優美
- 明智光秀 - 名塚佳織
- 猿飛佐助 - 中恵光城
- 筧十蔵 - 日野まり
- 細川ガラシャ - 名塚佳織
- 伊東一刀斎 - 中恵光城
- 尼子経久 - 日野まり
- 立花宗茂 - 望月美涼
- 立花誾千代 - 渡谷美帆
- 細川幽斎 - 佐倉薫
- 施薬院全宗 - 近藤佳奈子
- 上泉信綱 - 森優子
- 塚原卜伝 - 秦佐和子
- 毛利元就 - 森永千才
- 駒姫 - 白城なお
- 古田織部 - 立花芽恵夢
- 大谷吉継 - 中隈志保
- 濃姫 - 飯沼南実
- 百地丹波 - 春野杏
- 斎藤義龍 - 木村千咲
- 風魔小太郎 - 結城真理
- 長宗我部元親 - 赤尾ひかる
- 徳川秀忠 - 相内沙英
- 柴田勝家 - 伊藤静
- 春日局 - 木村千咲
- 真田幸昌 - 南條愛乃
- 真田昌幸 - 竹尾歩美
- 本願寺顕如 - 井上遥乃
- 本願寺教如 - 森千早都
- 池田輝政 - 豊田満里奈
- 村上武吉 - 春村奈々
- カブラル - 竹尾歩美
- 天正使節
  - 中浦ジュリアン - 佐藤聡美
  - 千々石ミゲル - 山本希望
  - 中浦ジュリアン - 河野茉莉
  - 原マルチノ - 石上静香
- 豊臣秀次 - 森千早都
- 太原雪斎 - 石原夏織
- 島津義久 - 結城真理
- みの吉[注釈 1] - 吉田有里
- 咲姫[注釈 1] - 麻倉もも

#### ☆4
- 千利休 - 山本希望
- 石田三成 - 南條愛乃
- 最上義光 - 石原夏織
- 伊達政宗 - 矢作紗友里
- 浅井長政 - 小倉唯
- 島津義弘 - 小林ゆう
- 後藤又兵衛 - 伊藤静
- 直江兼続 - 石原夏織
- 小早川秀秋 - 大久保瑠美
- 福島正則 - 山本希望
- 島左近 - 伊藤静
- 竹中半兵衛 - 内田彩
- 大友宗麟 - 佐藤利奈
- 高橋紹運 - 小松未可子
- 小早川隆景 - 加藤英美里
- 酒井忠次 - 山崎はるか
- 今川義元 - 大久保瑠美
- 今川氏真 - 佐藤聡美
- お市 - M・A・O
- 立花道雪 - 津田美波
- 前田利家 - 水瀬いのり
- 柳生十兵衛 - 小松未可子
- 上杉景勝 - 瀬戸麻沙美
- ねね - 高野麻里佳
- 宇喜多直家 - 植田佳奈
- 斎藤道三 - 山本希望
- 高山右近 - 久保田ひかり
- 井上之房 - 日笠陽子
- 荒木村重 - 西明日香
- 角隈石宗 - 伊藤かな恵
- 井伊直政 - 伊藤かな恵
- 榊原康政 - 石上静香
- 六角義賢 - 朝日奈丸佳
- 島津家久 - 吉岡麻耶
- 陶晴賢 - 日笠陽子
- 初 - ほなみ
- 江 - 西明日香
- 支倉常長 - 濱口綾乃
- 北条氏綱 - 永田優美
- 伊達成実 - 名塚佳織
- 愛姫 - 桃河りか
- 大久保忠隣 - 濱口綾乃
- 本多正純 - 齋藤小浪
- 足利義昭 - 大野柚布子
- 根津甚八 - 加藤敦子
- 穴山小助 - 麻倉もも
- 海野六郎 - 佐倉薫
- 鐘捲自斎 - 吉田有里
- 小田氏治 - 森永千才
- 山中幸盛 - 佐倉薫
- 甲斐宗運 - 麻倉もも
- 小野和泉 - 近藤佳奈子
- 由布雪下 - 秦佐和子
- まつ - 森優子
- 田代三喜 - 森優子
- アルメイダ - 望月美涼
- 柳生石舟斎 - 渡谷美帆
- 太田資正 - 大野柚布子
- 芝山宗綱 - 白城なお
- 冬姫 - 白城なお
- 十河一存 - 飯沼南実
- 佐久間信盛 - 立花芽恵夢
- 森可成 - 中隈志保
- 加藤段蔵 - 赤尾ひかる
- 高坂昌信 - 藤原夏海
- 稲葉一鉄 - 依田菜津
- 長宗我部盛親 - 森なな子
- 結城秀康 - 豊田満里奈
- 徳川頼房 - 井上遥乃
- 出雲阿国 - 森千早都
- 豪姫 - 秦佐和子
- 真田幸隆 - 仲村美沙希
- 石田正澄 - 竹尾歩美
- 池田恒興 - 相内沙英
- 森長可 - 森千早都
- 乃美宗勝 - 仲村美沙希
- 三浦按針 - 仲村美沙希
- コエリョ - 春村奈々
- ヴァリニャーノ - 河野茉莉
- 京極高次 - 春野杏
- 津田宗及 - 河野茉莉
- 井伊直虎 - 井上遥乃
- 豊臣秀長 - 河野茉莉
- 新納忠元 - 佐藤聡美
- 弟子[注釈 1] - 声なし
- 大筆[注釈 2] - 声なし

#### ☆3
- 鍋島直茂 - 小倉唯
- 石川五右衛門 - 内田彩
- 森蘭丸 - 内田真礼
- 小島弥太郎 - 上坂すみれ
- 蜂須賀小六 - 早見沙織
- 馬場信春 - 森千晃
- 母里太兵衛 - 小林ゆう
- 内藤昌豊 - 内田真礼
- 佐竹義重 - 矢作紗友里
- 山県昌景 - 佐倉綾音
- 本多正信 - 大久保瑠美
- 狩野永徳 - 小倉唯
- 柳生宗矩 - 矢作紗友里
- 明智秀満 - 竹内恵美子
- 丹羽長秀 - 早見沙織
- 前田玄以 - 古賀葵
- 宍戸梅軒 - 小倉唯
- 蒲生氏郷 - 上坂すみれ
- 島津歳久 - 小林ゆう
- 可児才蔵 - 早見沙織
- 雑賀孫市 - 矢作紗友里
- 秋山信友 - 上坂すみれ
- 霧隠才蔵 - 伊藤静
- 毛利勝永 - 早見沙織
- 延沢満延 - 内田彩
- 長野業正 - 佐倉綾音
- 斎藤利三 - 小林ゆう
- 柿崎景家 - 南條愛乃
- 上杉憲政 - 内田真礼
- 北条氏政 - 佐倉綾音
- 宇喜多秀家 - 石原夏織
- 太田道灌 - 南波ゆき
- 三好長逸 - 瀬戸麻沙美
- 三好政康 - 和氣あず未
- 宇佐美定満 - 加藤英美里
- 村上義清 - 松田颯水
- 本庄実乃 - 小松未可子
- フロイス - 加藤英美里
- ブルギーリョス - 佐藤利奈
- 三好清海入道 - 和氣あず未
- 三好伊三入道 - 本渡楓
- 加藤嘉明 - 瀬戸麻沙美
- 岡部正綱 - 南條愛乃
- 岡部元信 - 津田美波
- 茶々 - 佐藤利奈
- 早川殿 - 植田佳奈
- 南部信直 - 照井春佳
- 直江景綱 - 照井春佳
- 斎藤朝信 - 佐藤聡美
- 安田長秀 - 照井春佳
- 岩成友通 - 山崎はるか
- 大村純忠 - 高野麻里佳
- オルガンティノ - 植田佳奈
- 安東愛季 - 水瀬いのり
- 栗山利安 - 伊藤かな恵
- 吉弘鎮信 - 久保田ひかり
- 鳥居元忠 - 石上静香
- 宝蔵院胤栄 - M・A・O
- 宝蔵院胤舜 - 山崎はるか
- 百武賢兼 - ほなみ
- 平岩親吉 - 久保田ひかり
- 佐治一成 - ほなみ
- お犬の方 - 吉岡麻耶
- 北条氏直 - 大野柚布子
- 多目元忠 - 桃河りか
- 高力清長 - 齋藤小浪
- 望月六郎 - 森永千才
- 由利鎌之助 - 吉田有里
- 善鬼 - 日野まり
- 相良義陽 - 中恵光城
- 前田利長 - 藤原夏海
- 曲直瀬道三 - 渡谷美帆
- 丸目長恵 - 近藤佳奈子
- 口羽通良 - 加藤敦子
- 織田信雄 - 飯沼南実
- 氏家卜全 - 森なな子
- 小松姫 - 立花芽恵夢
- 脇坂安治 - 中隈志保
- ソテロ - 永田優美
- 太田牛一 - 竹尾歩美
- 門弟[注釈 1] - 声なし
- 小筆[注釈 2] - 声なし

#### ☆2
- 朝比奈泰朝 - 佐野愛
- 果心居士 - 森千晃
- 安国寺恵瓊 - 森千晃
- 筒井順慶 - 春野ななみ
- 橋本一巴 - 本泉莉奈
- 山内一豊 - 南波ゆき
- 種子島時尭 - 佐野愛
- 色部勝長 - 佐野愛
- 薄田兼相 - 本泉莉奈
- 有馬晴信 - 竹内恵美子
- 蠣崎慶広 - 三上由理恵
- 佐々成政 - 古賀葵
- 斎藤伝鬼房 - 空見ゆき
- 木下昌直 - 竹内恵美子
- 大道寺政繁 - 南波ゆき
- 里見義堯 - 空見ゆき
- 大久保長安 - 南早紀
- 由比正信 - 本泉莉奈
- 松岡則方 - 三上由理恵
- 小堀政一 - 南早紀
- 水原親憲 - 空見ゆき
- 本郷伊予 - 古賀葵
- 滝川一益 - 春野ななみ
- 一条信龍 - 三上由理恵
- 高坂甚内 - 春野ななみ
- 清水政勝 - 竹内恵美子
- 戸川達安 - 南早紀

#### ☆1
以下のキャラクターは「戦国武将姫」から登場するオリジナルキャラクター。
- 足軽の蓑太 - 本渡楓
- 鉄砲の重三 - 松田颯水
- 鉤爪の茜 - 山崎はるか
- 鋼糸の風助 - M・A・O
- 小刀の伊助 - 瀬戸麻沙美
- 騎馬の馬之介 - 和氣あず未
- 弓兵の与一郎 - 本渡楓
- 山伏の芳悦 - 本渡楓
- 旅芸人の流弦 - 和氣あず未
- 猫忍の黒子 - 松田颯水

#### ☆6
2016年6月30日のアップデートで新たに追加されたレアリティ。
- 服部半蔵 - 佐倉綾音
- 藤堂高虎 - 内田彩
- 九鬼嘉隆 - 仲村美沙希/春村奈々/竹尾歩美
- 天草四郎 - 内田彩

#### お城ちゃん
日本の城郭を擬人化・少女化したもの。いずれも実際の城郭なみの巨大な体格の少女として描かれる。
- 幼城[注釈 1] - 春野杏
- 彦根城 - 白城なお
- 犬山城 - 立花芽恵夢
- 岡山城 - 飯沼南実
- 金沢城 - 中隈志保
- 多聞山城 - 飯沼南実
- 忍城 - 春野杏
- 掛川城 - 依田菜津
- 上田城 - 赤尾ひかる
- 広島城 - 依田菜津
- 稲葉山城 - 赤尾ひかる
- 春日山城 - 結城真理
- 山形城 - 結城真理
- 熊本城 - 森なな子
- 名古屋城 - 木村千咲
- 小田原城 - 春野杏
- 安土城 - 赤尾ひかる
- 大阪城 - 依田菜津
- 姫路城 - 結城真理

## 期間限定イベント
原則として毎週木曜日を基点に、1週間サイクルで期間限定イベントが開催されている。
イベントにはいくつかの種類があり、いくつかに分類できる。以下はそれを便宜上名称を付けて解説する。
- 任務 - 指定された条件を達成する事で報酬を獲得できる。
- 物語 - 本編とは別に設置される物語をクリアしていく。基本的には全5章各10話で、それと別に特別ステージが用意される。ストーリーは歴史的事件や、特定の人物・一族を題材にしている。またストーリー上に、ストーリーオリジナルのキャラクター[注釈 3]が登場するのも特徴である。
- 育成 - ユニットの育成を促進する特殊ユニットを手に入れやすいステージが用意される。
- 収集 - 物語上で入手できる特別なアイテムを集めると、報酬を獲得できる。
- 攻城 - 基本的には上記「物語」と同じだが、ストーリーは簡略化されている。
- 親愛 - 特別ステージで入手できるアイテムを集め、キャラクターに贈る事で報酬を獲得できる。
- 拠点 - 通常の合戦ではなく、タワーディフェンスタイプの合戦の特別ステージを攻略する。
- 対人 - いわゆるPvP。「天下戦」の名を冠する。
- 決闘 - 決闘場での成績を競う。
- 投票 - 物語上で入手できる投票権を集め、特定のキャラクターに投票する事ができる。多く票が集まったキャラクターは新規ユニットとして実装される。
- 双六 - サイコロを振ってマス目を進みながらアイテムを収集し、報酬と交換することができる。
- 討伐 - 複数のプレイヤーが同一の合戦でエネミーと戦う。
- 冒険 - いわゆるローグ。ユニットのレベルは冒険者レベルという新しいステータスに依存する。ただし最大レベルは実際のレベルに依存。
- 対団 - 「武士団」同士のPvP。3つの武士団を1組として試合が組まれる。1試合終了後は再び試合が組み直され、最終的な勝ち点が競われる。

| タイトル                                   | 開催期間                       | 種類 | 報酬ユニット                    |
| ------------------------------------------ | ------------------------------ | ---- | ------------------------------- |
| 信長からの密書                             | 2015年10月30日〜2015年11月05日 | 任務 | -                               |
| 争奪!桶狭間秘宝伝説                        | 2015年11月05日〜2015年11月12日 | 物語 | 岡部元信 / 今川氏真             |
| 開設!茶太郎道場                            | 2015年11月12日〜2015年11月19日 | 育成 | -                               |
| 又左 北信越巡り                            | 2015年11月19日〜2015年11月26日 | 収集 | 前田利家                        |
| 競闘!川中島虎退治                          | 2015年11月26日〜2015年12月04日 | 物語 | 斎藤朝信 / 上杉景勝             |
| 秀吉からの密書                             | 2015年12月04日〜2015年12月11日 | 任務 | -                               |
| 叛逆!稲葉山城攻略戦                        | 2015年12月11日〜2015年12月17日 | 攻城 | 斎藤道三                        |
| ザビエルのハッピークリスマス               | 2015年12月17日〜2015年12月24日 | 親愛 | オルガンティノ / サンタザビエル |
| 年忘れ 黒田家ゆく年くる年                  | 2015年12月24日〜2016年01月07日 | 物語 | 栗山利安 / 荒木村重             |
| 開設!かえで道場                            | 2016年01月07日〜2016年01月14日 | 育成 | -                               |
| 沖田畷の戦い〜龍造寺の九州決戦〜           | 2016年01月14日〜2016年01月21日 | 拠点 | 島津家久                        |
| 大内家ゆかりの地巡り                       | 2016年01月21日〜2016年01月28日 | 収集 | 佐治一成                        |
| 天下戦〜睦月の陣〜                         | 2016年01月28日〜2016年02月04日 | 対人 | -                               |
| 結束!北条五心伝                            | 2016年02月04日〜2016年02月10日 | 物語 | 多目元忠 / 北条氏綱             |
| 小十郎と成実のSt.バレンタイン!             | 2016年02月10日〜2016年02月18日 | 親愛 | 恋する成実 / 一途な小十郎       |
| 開演!闘神武術会                            | 2016年02月18日〜2016年02月25日 | 決闘 | -                               |
| 天下戦〜如月の陣〜                         | 2016年02月25日〜2016年03月03日 | 対人 | -                               |
| 躍動!真田十勇士!                           | 2016年03月03日〜2016年03月10日 | 物語 | 穴山小助                        |
| 将星達の足跡                               | 2016年03月10日〜2016年03月17日 | 収集 | -                               |
| 第一回武将姫総選挙                         | 2016年03月17日〜2016年03月24日 | 投票 | 咲姫                            |
| 天下戦〜弥生の陣〜                         | 2016年03月24日〜2016年03月31日 | 対人 | -                               |
| よしひー&そーうんのトコトコ漫遊記。        | 2016年03月31日〜2016年04月07日 | 双六 | 相良義陽 / 甲斐宗運             |
| 勇壮!筑紫野に咲く花                        | 2016年04月07日〜2016年04月14日 | 物語 | 由布雪下                        |
| 宗麟からの密書                             | 2016年04月07日〜2016年04月14日 | 任務 | -                               |
| のぶちゃん大暴走!                          | 2016年04月14日〜2016年04月21日 | 討伐 | -                               |
| Miyabi of the Dead                         | 2016年04月21日〜2016年04月28日 | 拠点 | アルメイダ                      |
| 陰謀!大江戸御前試合                        | 2016年04月28日〜2016年05月06日 | 物語 | 丸目長恵 / 柳生石舟斎           |
| 天下戦〜皐月の陣〜                         | 2016年05月06日〜2016年05月13日 | 対人 | -                               |
| 将星達の軌跡                               | 2016年05月13日〜2016年05月19日 | 収集 | -                               |
| トコトコ漫遊記。宗綱、茶器つくりの旅       | 2016年05月19日〜2016年05月26日 | 双六 | 芝山宗綱                        |
| 逆心!闇に茂る裏切りの蔦                    | 2016年05月26日〜2016年06月02日 | 物語 | 佐久間信盛                      |
| 開設!茶太郎道場2                           | 2016年06月02日〜2016年06月09日 | 育成 | -                               |
| 夢見るのぶちゃんランド                     | 2016年06月09日〜2016年06月16日 | 討伐 | 高坂昌信                        |
| 花嫁達のウェディングロード!                | 2016年06月16日〜2016年06月23日 | 拠点 | -                               |
| 探索!謎の幻迷宮                            | 2016年06月24日〜2016年07月07日 | 冒険 | 稲葉一鉄                        |
| 天下戦〜文月の陣〜                         | 2016年07月07日〜2016年07月14日 | 対人 | -                               |
| 頼房の大江戸巡り                           | 2016年07月14日〜2016年07月28日 | 収集 | 小松姫 / 徳川頼房               |
| 春日局からの密書                           | 2016年07月21日〜2016年07月28日 | 任務 | 春日局                          |
| 軍姫大戦-真田一門の戦い-                   | 2016年07月28日〜2016年08月04日 | 対団 | 真田昌幸                        |
| トコトコ漫遊記。教如、寺院巡りの旅         | 2016年08月04日〜2016年08月18日 | 双六 | 本願寺教如                      |
| 激戦!尾張に揺れる徒花                      | 2016年08月18日〜2016年08月25日 | 物語 | 森長可                          |
| アダムスの日本大航海日誌                   | 2016年08月25日〜2016年09月01日 | 拠点 | 三浦按針                        |
| 軍姫大戦-ドキドキ布教大合戦!-              | 2016年09月01日〜2016年09月08日 | 対団 | -                               |
| 第二回武将姫総選挙                         | 2016年09月08日〜2016年09月15日 | 投票 | 咲姫                            |
| 探検!不思議の国のりきゅ〜                  | 2016年09月15日〜2016年09月30日 | 冒険 | 津田宗及                        |
| のぶちゃんプラネット 超はろうぃんうぉ〜ず! | 2016年10月06日〜2016年10月13日 | 討伐 | 太田牛一 / 豊臣秀長             |
| トコトコ漫遊記。一周年記念 戦国姫譚        | 2016年10月27日〜2016年11月10日 | 双六 | かえで / 茶太郎                 |